# Piłka nożna kobiet na Letnich Igrzyskach Olimpijskich 2004 (składy)
Składy drużyn narodowych piłki nożnej kobiet na Letnich Igrzyskach Olimpijskich 2004

## Australia
| Reprezentacja Australii |

- Bramka: Melissa Barbieri, Cassandra Kell, Luisa Marzotto
- Obrona: Dianne Alagich, Rhian Davies, Karla Reuter, Cheryl Salisbury, Thea Slatyer, Amy Taylor, Sacha Wainwright
- Pomoc: Leah Blayney, Gillian Foster, Heather Garriock, Tal Karp, Kylie Ledbrook, Joanne Peters, Sally Shipard, Danielle Small
- Atak: Lisa De Vanna, Katie Gill, Selin Kuralay, Sarah Walsh

## Brazylia
| Reprezentacja Brazylii |

- Bramka: Andréia, Maravilha
- Obrona: Aline, Daniela, Juliana Cabral, Mônica, Renata Costa, Rosana, Tânia
- Pomoc: Elaine, Formiga, Andréia
- Atak: Cristiane, Grazielle, Kelly, Marta, Pretinha, Roseli

## Chińska Republika Ludowa
| Reprezentacja Chińskiej Republiki Ludowej |

- Bramka: Gao Yingying, Ning Zhenyun, Xiao Zhen
- Obrona: Fan Yunjie, Jin Xiaomei, Li Jie, Liu Yali, Ren Liping, Shi Dan, Teng Wei, Wang Kun, Wang Liping, Zhong Jinyu
- Pomoc: Bi Yan, Pu Wei, Qu Feifei, Zhang Ying
- Atak: Bai Lili, Han Duan, Ji Ting, Liu Huana, Zhang Ouying

## Grecja
| Reprezentacja Grecji |

- Bramka: Maria Giatrakis, Ileana Moschos
- Obrona: Eleni Benson, Sofia Fostiropoulou, Konstantina Katsaiti, Alexandra Kavvada, Athanasia Pouridou, Kalliopi Stratakis
- Pomoc: Maria Adamaki, Natalia Chatzigiannidou, Tanya Kalyvas, Angeliki Lagoumtzi, Maria Lazarou, Amalia Loseno, Eftichia Michailidou, Sophia Smith
- Atak: Dimitra Panteleiadou, Anastasia Papadopoulou, Vasiliki Soupiadou, Angeliki Tefani

## Japonia
| Reprezentacja Japonii |

- Bramka: Miho Fukumoto, Shiho Onodera, Nozomi Yamago
- Obrona: Hiromi Isozaki, Naoko Kawakami, Yuka Miyazaki, Yumi Obe, Aya Shimokozuru, Yasuyo Yamagishi, Kyoko Yano
- Pomoc: Kozue Ando, Yukari Kinga, Yayoi Kobayashi, Tomomi Miyamoto, Tomoe Sakai, Emi Yamamoto, Miyuki Yanagita
- Atak: Eriko Arakawa, Karina Maruyama, Mio Otani, Homare Sawa, Tomoko Suzuki

## Meksyk
| Reprezentacja Meksyku |

- Bramka: Alba Garcia, Jennifer Molina, Pamela Tajonar
- Obrona: Maria de Jesus Castillo, Elizabeth Gomez, Monica Gonzalez, Nancy Gutierrez, Carina Maravillas, Rubi Sandoval
- Pomoc: Fatima Leyva, Juana Lopez, Patricia Perez, Luz del Rosario Saucedo, Dioselina Valderrama, Monica Vergara
- Atak: Maribel Dominguez, Alma Martinez, Iris Mora, Leslie Munoz, Monica Ocampo, Guadelupe Worbis

## Niemcy
| Reprezentacja Niemiec |

- Bramka: Nadine Angerer, Silke Rottenberg, Alexandra Schwald
- Obrona: Sonja Fuss, Sarah Günther, Ariane Hingst, Steffi Jones, Sandra Minnert, Kerstin Stegemann
- Pomoc: Britta Carlson, Kerstin Garefrekes, Renate Lingor, Viola Odebrecht, Navina Omilade, Pia Wunderlich
- Atak: Isabell Bachor, Anja Mittag, Martina Müller, Conny Pohlers, Birgit Prinz, Sandra Smisek, Petra Wimbersky

## Nigeria
| Reprezentacja Nigerii |

- Bramka: Precious Dede, Elizabeth Johnson, Ogechi Onyinanya
- Obrona: Felicia Eze, Faith Ikidi, Yinka Kudaisi, Chima Nwosu, Celestina Onyeka, Akudo Sabi
- Pomoc: Ajuma Ameh, Efioanwan Ekpo, Stella Godwin, Maureen Mmadu, Rita Nwadike, Gift Otuwe, Gloria Usieta
- Atak: Mercy Akide, Nkechi Egbe, Blessing Igbojionu, Stella Mbachu, Perpetua Nkwocha, Vera Okolo

## Stany Zjednoczone
| Reprezentacja Stanów Zjednoczonych |

- Bramka: Kristin Luckenbill, Briana Scurry, Hope Solo
- Obrona: Brandi Chastain, Joy Fawcett, Kate Markgraf, Heather Mitts, Christie Rampone, Cat Reddick, Tiffany Roberts
- Pomoc: Shannon Boxx, Lorrie Fair, Julie Foudy, Angela Hucles, Kristine Lilly, Lindsay Tarpley, Aly Wagner
- Atak: Mia Hamm, Shannon MacMillan, Heather O’Reilly, Cindy Parlow, Abby Wambach

## Szwecja
| Reprezentacja Szwecji |

- Bramka: Caroline Jönsson, Hedvig Lindahl, Maja Åström
- Obrona: Kristin Bengtsson, Anna-Maria Eriksson, Sara Larsson, Hanna Marklund, Sara Thunebro, Jane Törnqvist, Karolina Westberg
- Pomoc: Malin Andersson, Linda Fagerström, Malin Moström, Frida Nordin, Lotta Schelin, Therese Sjögran, Anna Sjöström
- Atak: Hanna Ljungberg, Salina Olsson, Victoria Svensson